# Gypsophila cephalotes
Gypsophila cephalotes är en nejlikväxtart som först beskrevs av Alexander Gustav von Schrenk, och fick sitt nu gällande namn av Frederic Newton Williams. Gypsophila cephalotes ingår i släktet slöjor, och familjen nejlikväxter. Inga underarter finns listade i Catalogue of Life.